# ブノワ・コリンズ
ブノワ・コリンズ（Benoît Collins、1977年??月??日 - ）は、フランス国籍の日本の数学者。京都大学大学院理学研究科数学教室教授。
専門は作用素環論、確率論、表現論。自由確率論とそのランダム行列への応用により成果を挙げた。

## 人物
1977年パリ生まれ、1994年7月バカロレア取得、1996年7月ルイ・ルグラン学院グランゼコール準備級(CPGE)入学、在籍のまま1996年9月高等師範学校(ENS)ウルム校に入学。1997年7月パリ第11大学で学士号を、ENSにて１級教員資格(アグレガシオン)を取得。修士・博士課程をENSと パリ第6大学で修め、1998年7月修士号、2003年1月博士号を取得。
2003年5月から京都大学数学教室研究員(学振PD)、同 数理解析研究所研究員(COE-PD)を経て、2006年1月オタワ大学 (カナダ)助教、2011年7月同 准教授、オタワ大学 (カナダ)在籍中に東北大学材料科学高等研究所(AIMR)の客員教授として来日、2010年4月京都大学大学院理学研究科数学教室准教授に着任、2014年4月同 教授。
フランス国籍でカナダと日本の永住権を持ち、既婚で子ども３人。フランスの文理系のトップ校である高等師範学校 (パリ)出身のノルマリアンでフランス国立科学研究センター(CNRS)終身研究員。
非可換な確率変数を扱う作用素環論である自由確率論とそのランダム行列への応用により、関数解析学、確率論、量子情報理論、機械学習の分野で独自性の高い成果を挙げている。

## 職歴
- 2003年 5月 日本学術振興会特別研究員(PD)
- 2005年 5月 京都大学数理解析研究所研究員(COE-PD)
- 2005年10月 CNRS研究員(リヨン第一大学)
- 2006年 1月 オタワ大学 (カナダ)助教
- 2011年 7月 同 准教授
- 2014年 4月 京都大学大学院理学研究科数学教室准教授
- 2021年 4月 同 教授

## 業績
- 自由確率論とそのランダム行列への応用

## 顕彰・招待講演
- 2010年 Ontario's Early Research Award
- 2012年 G. de B. Robinson award (カナダ数学会論文賞)
- 2015年 建部賢弘賞（特別賞） 日本数学会
- 2022年 ICM 2022 Virtual 招待講演者[5]
- 2022年 日本学術振興会賞
- 2023年 秋季賞 日本数学会[6]